# Binaurale Beats
Binaurale Beats (binaural: lat. mit beiden Ohren) sind eine für Dritte nicht hörbare Wahrnehmung, die empfunden wird, wenn beiden Ohren Schall mit leicht unterschiedlicher Frequenz direkt zugeführt wird.

## Physiologischer Hintergrund

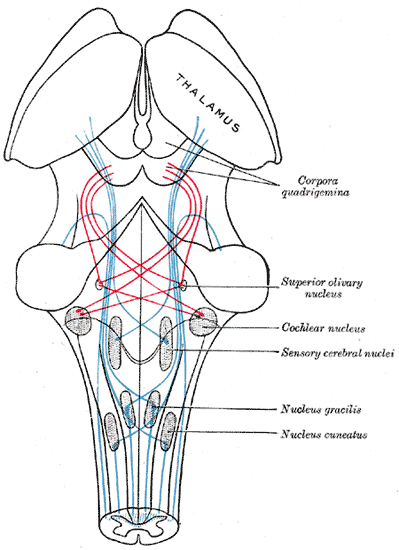
Lage der Nuclei olivaris superior (mit „Superior olivary nucleus“ beschriftet)

Binaurale Beats entstehen als Sinneseindruck, wenn dem Gehör auf jedem Ohr ein separater Ton mit leicht abweichender Frequenz dargeboten wird. Im Gehirn entsteht dann ein neuer und dazu pulsierender Ton, dessen Frequenz etwa im Mittelwert der beiden Anfangstöne liegt. Die Frequenz, mit der die Pulse auftreten, ergibt sich aus der Frequenzdifferenz der beiden Anfangstöne. In Analogie zur Schwebung sind hier Lautheitsunterschiede im Ton für den pulsierenden Charakter verantwortlich; anders als Schwebungen entstehen binaurale Beats also nicht durch Überlagerung von Schallwellen.
Den Entstehungsort der binauralen Beats vermuten Forscher in der Hörbahn, vor allem im Nucleus olivaris superior, einem Teil des Hirnstamms. Seine Neuronen sind an der Lokalisation von Schallquellen beteiligt, indem sie Laufzeit- und Pegelunterschiede zwischen beiden Ohren auswerten.
Beispiel: Hört man auf dem linken Ohr eine Frequenz von 440 Hz und auf dem rechten Ohr eine von 430 Hz, so entsteht im Gehirn der Gehöreindruck eines Tons – mit der mittleren Frequenz von 435 Hz. Die binauralen Beats werden dann mit einer Frequenz von 10 Hz wahrgenommen. Um einen Beat wahrnehmen zu können, müssen die Trägerfrequenzen unterhalb von 1500 Hz liegen. Der Unterschied zwischen den Frequenzen für das linke und rechte Ohr darf nicht größer sein als 30 Hz, da ansonsten zwei verschiedene Töne gehört werden.

## Entdeckung und Erforschung
Als Entdecker der binauralen Beats im Jahr 1839 gilt der deutsche Physiker Heinrich Wilhelm Dove. Er fand heraus, dass scheinbar Schläge zu hören sind, wenn dem linken und rechten Ohr getrennt, aber simultan, zwei leicht unterschiedliche Töne zugeführt werden. Dove gewann die Erkenntnis, dass die wahrgenommenen Schläge ausschließlich im auditorischen System entstehen müssen, da keine akustische Vermischung vorlag. Er vermutete, dass die Schläge in dem Teil des Hirns entstehen, der für das binaurale (stereophone) Hören zuständig ist.
In den folgenden Jahren wurde das Thema sporadisch aufgegriffen, behielt aber lange den Status einer physikalischen Kuriosität. Erst Gerald Oster, Biophysiker an der Mount Sinai School of Medicine in New York, erkannte das Potential und die Möglichkeiten, die binaurale Beats eröffnen. 1973 publizierte er einen Artikel in Scientific American, wo er die verschiedenen Forschungsergebnisse der letzten 134 Jahre zusammentrug, ordnete und darauf aufbauend eigene präsentierte. So fand er z. B. die oben bereits zitierten Werte heraus, 1500 Hz als Wahrnehmungs-Obergrenze sowie weniger als 30 Hz Frequenzunterschied, um nicht zwei unterschiedliche Töne wahrzunehmen.
Oster sah die Anwendungsgebiete der binauralen Beats sowohl in der Forschung als auch im medizinischen Bereich:
- Für die Forschung waren sie ein wichtiges Instrument, um die neuronalen Vorgänge des Hörens zu analysieren, räumliches Hören zu untersuchen und z. B. herauszufinden, wie ein einzelner Ton aus einem Gemisch von vielen Tönen herausgehört werden kann (Cocktailparty-Effekt).
- Für den medizinischen Bereich hielt Oster sie für ein geeignetes Diagnose-Instrument zur Untersuchung von Beeinträchtigungen des Hörsinns.

Aber er fand auch heraus, dass sie für Erkrankungen eingesetzt werden können, die nichts mit dem Hören zu tun haben. So stellte er fest, dass kurz vor Beginn einer Parkinson-Erkrankung die Fähigkeit, binaurale Beats zu hören, deutlich zurückging. In einem besonderen Fall konnte er einen Parkinson-Patienten über viele Wochen begleiten und dokumentieren, dass unter der Medikation die Fähigkeit, binaurale Beats zu hören, wieder zunahm.
Außerdem beobachtete er geschlechtsspezifische Unterschiede in der Wahrnehmung der binauralen Beats. Bei Frauen zeigten sich zwei Spitzenwerte in der Empfindung der binauralen Beats, abhängig von ihrem Menstruationszyklus, am Anfang und nach rund 15 Tagen. Diese Daten veranlassten Oster zu der Frage, ob binaurale Beats als Messinstrument für den Östrogenspiegel eingesetzt werden könnten.
Ein bedeutendes Ergebnis von Osters Forschung war die Erkenntnis, dass ein binauraler Beat auch wahrgenommen wird, wenn eine Trägerfrequenz unterhalb der menschlichen Wahrnehmbarkeitsschwelle liegt, oder auch, wenn beide Trägerfrequenzen so leise sind, dass das menschliche Ohr sie scheinbar nicht mehr wahrnimmt. Diese Forschungsergebnisse veranlassten Oster zu der Annahme, dass die binauralen Beats auf einem anderen Weg entstehen als die Töne, die wir sonst hören. Der Effekt der binauralen Beats tritt nur bei beidohrigem Hören auf und entsteht im Gehirn als Folge der Interaktion von Wahrnehmungen.

## Mögliche Effekte auf das Befinden
Das Interesse an binauralen Beats lässt sich in drei Kategorien einteilen:
1. Sie dienen in der Neurophysiologie zur Erforschung des Hörsinns.
2. Neurophysiologisch wird auch ihr Einfluss auf die Vorgänge im Gehirn erforscht.
3. Sie werden bei bestimmten Methoden eingesetzt mit dem Ziel, die Gehirnwellen zu stimulieren, um Entspannung, Schlaf, Meditation oder Konzentration zu fördern.

Binaurale Beats können Einfluss auf Hirnwellen haben und auch jene Bereiche des Gehirns stimulieren, die nicht mit dem Hören verknüpft sind. Messbare Effekte konnten in verschiedenen Studien festgestellt werden.
Mit Hilfe der Elektroenzephalografie können verschiedenen Bewusstseinszuständen unterschiedliche Frequenzbänder der elektrischen Impulse im Gehirn zugeordnet werden. So zeigen die Hirnströme eines schlafenden Menschen andere Frequenzen als im Wachzustand. Die meisten dieser Frequenzen liegen unterhalb der Wahrnehmungsgrenze des Hörsinns von ca. 20 Hz, können also nicht direkt wahrgenommen oder beeinflusst werden. Mit Hilfe von binauralen Beats können solche Frequenzen jedoch virtuell im Hirn erzeugt werden.
Je nachdem welcher Bewusstseinszustand erreicht werden soll, wird dem Gehirn dabei einer der fünf neurologisch relevanten Frequenzbereiche angeboten:
- Delta, Theta, Alpha, Beta und Gamma.

Wie EEG-Messungen gezeigt haben, wird das Gehirn veranlasst, sich dieser angebotenen Frequenz anzunähern.
Dieser Prozess wird als Entrainment oder auch als Hirnwellen-Synchronisation und neuronales Entrainment bezeichnet. Das Gehirn zeigt die Fähigkeit, seine endogenen Rhythmen auf natürliche Weise mit dem Rhythmus periodischer äußerer auditiver, visueller oder taktiler Reize zu synchronisieren.
Das Entrainment ist effektiver, wenn die wahrgenommene Frequenz der binauralen Beats nahe der vorherrschenden Hirnfrequenz liegt (tagsüber rund 20 Hz) und dann z. B. für einen entspannten Zustand langsam gesenkt wird.
Viele Menschen empfinden den Klang purer Sinustöne als unangenehm, daher werden die binauralen Beats meist in Trägersounds wie Naturgeräusche oder harmonische Kompositionen eingebettet. Binaurale Beats werden zur Tiefenentspannung bei der Hemisphärensynchronisation-Methode und bei Mindmachines eingesetzt.

## Programme
- SBaGen: freier, kommandozeilenbasierender Binaurale-Beats-Generator für Windows, OSX und Linux.
- Gnaural und Gnaural for Android: freier, grafikoberflächenbasierender Binaurale-Beats-Generator für Windows, OSX, Linux und Android.
- I-Doser: proprietärer Binaurale-Beats-Generator für Windows, OS X, iOS und Android.